# PalaDisfida
Il PalaDisfida "Mario Borgia" è il principale palazzetto dello sport della città di Barletta. È stato inaugurato il 9 giugno 2004. È dotato di 4 tribune che hanno una capienza complessiva di 3.105 posti a sedere.
La struttura è facilmente raggiungibile sia in auto che con i mezzi pubblici. Venendo da Bari, in auto, basta scegliere l'uscita Patalini-Stadio della S.S. 16: il palazzetto è a due passi, basta seguire le indicazioni. Venendo dall'interno, invece, è preferibile scegliere il percorso da Andria e proseguire in direzione "stadio". Per quel che riguarda il mezzo pubblico, la stazione delle FS e quella della Nord Barese sono a dieci minuti di cammino.
Attualmente il PalaDisfida è utilizzato per le gare interne delle squadre cittadine di Calcio a 5, il Barletta Calcio a 5, la Futsal Barletta (in Serie C1), l'Eraclio Calcio a 5 e la Grimal Barletta C5 (in Serie C2).
Inoltre è sede di numerosi eventi e concerti (vi si sono esibiti artisti come Renato Zero, Giorgia, Biagio Antonacci, Tiziano Ferro, Laura Pausini...): durante un concerto di Renato Zero nel 2006 il parquet del campo di gioco, già di bassa qualità, viene gravemente danneggiato dalla folla e questo rende impossibile l'utilizzo del palazzetto per ben due anni, finché nel 2008 non si completa la ristrutturazione.
Ha quindi ospitato, insieme al PalaMarchiselli., le Finali Nazionali di Pallacanestro Maschile Under 17 nel 2008 e nel 2009, portando a Barletta le migliori formazioni Under 17 d'Italia come Montepaschi Siena, Benetton Treviso, Virtus Bologna, Scavolini Pesaro, Virtus Roma, Reyer Venezia, ecc.. Le due edizioni sono state vinte rispettivamente dalla Virtus Bologna e dalla Scavolini Pesaro; entrambe vittoriose in finale contro il Montepaschi Siena. All'inizio della stagione 2008/2009 ospita le partite casalinghe della Cestistica San Severo, formazione di Serie A Dilettanti, a causa della squalifica per nove giornate del PalaFalcone-Borsellino avuta durante la finale play-off di Serie B Dilettanti 2008/2009 contro la Moncada Agrigento.
Nella primavera 2010 ha ospitato gli europei di Taekwondo.
Il 5 ottobre del 2010 ha ospitato la gara amichevole di pallacanestro tra Pepsi Caserta e Maccabi Tel Aviv, valevole per il "Trofeo della Disfida". La gara è terminata con il punteggio di 69-80, con i parziali di 12-16, 30-35, 47-55. Il Maccabi si è così aggiudicato il "Trofeo della Disfida".
Negli anni 2020-2021 e nei primi sei mesi del 2022, il PalaDisfida è stato il centro principale in città per la vaccinazione contro la pandemia da Covid-19.